# Азов (поїзд)
«Азóв» — колишній нічний швидкий поїзд Донецької залізниці № 84/83 сполученням Маріуполь — Київ. Раніше поїзд мав категорію «фірмовий», яка на теперішній час скасована. Протяжність маршруту руху поїзда — 1032 км. Припинив курсування 24 лютого 2022 року з початком російського вторгнення в Україну.
На поїзд була можливість придбати електронний квиток.

## Історія маршруту
Напочатку 1990-х років поїзд курсував під № 175/176 і мав іменну назву — Приазов'я, час в дорозі з Києва до Маріуполя становив 19 год. 23 хв. Тоді поїзд прямував через станції Фастів I, Білу Церкву, Миронівку та після Красноармійська прямував до станції Ясинувата, де розвертався. Згодом маршрут спростили, і після Донецька він прямував одразу на станцію Красноармійськ. Від станції Миронівка поїзду дали коридор по одноколійній лінії через станцію Трипілля. Водночас із понад 40 зупинок на маршруті їхню кількість скоротили до близько 20-ти. Таким чином час у шляху скоротився до 14 з лишком годин.
З початком війни на сході України, поїзд декілька тижнів не курсував до Маріуполя через бойові дії біля Волновахи. Квитки продавалися сполученням Київ — Маріуполь, проте поїзд прибував на станцію Бердянськ. З моменту підриву залізничного моста у Маріуполі на Садках декілька місяців кінцева поїзда була на станції Сартана.
Тривалий час (1-2 роки) поїзд прямував з Чаплиного через Лозову, Красноград, Полтаву, Яготин, Дарницю. Також декілька місяців, із припиненням руху через Донецьк, поїзд від Дніпра прямував не на Запоріжжя, як нині, а до Чаплиного, далі прямував через Гуляйполе, Пологи, Комиш-Зорю на Волноваху. Проте, у 2014 році через війну на сході на України маршрут поїзда було змінено на теперішній. За рахунок скорочення часу на зупинках та оптимізації диспетчерського графіку час прямування скоротився на 1,5 години.
5 травня 2014 року через перекриття колій, змінювався маршрут через станції Ясинувата, Костянтинівка, Дружківка, Краматорськ, Слов'янськ.
З 9 серпня 2014 року поїзд був скасований, але на наступний день його рух було відновлено.
13 серпня 2014 року маршрут руху поїзда скорочено до станції Ясинувата-Пасажирська через бойові дії, а незабаром тимчасово змінено його нумерація на № 584/583.
З 19 серпня 2014 року поїзду змінено маршрут руху через станцію Волноваха.
З 1 червня 2015 року рух поїзда було відновлено у повному складі.
З 26 січня 2016 року призначена тарифна зупинка поїзда на станції Розівка.
З 24 лютого 2022 року курсувавання потягу припинене через повномасштабне російське вторгнення в Україну.

## Інформація про курсування
Поїзд курсує щоденно, цілий рік. На маршруті руху зупиняється на 22 проміжних станціях.
| Розклад руху поїзда на 2021 рік | Розклад руху поїзда на 2021 рік | Розклад руху поїзда на 2021 рік | Розклад руху поїзда на 2021 рік | Розклад руху поїзда на 2021 рік |
| Час прибуття                    | Час відправлення                | Станція                         | Час прибуття                    | Час відправлення                |
| ------------------------------- | ------------------------------- | ------------------------------- | ------------------------------- | ------------------------------- |
| '—                              | 18:47                           | Маріуполь                       | 11:03                           | —                               |
| 12:39                           | —                               | Київ                            | —                               | 16:32                           |

Актуальний розклад руху вказано у розділі «Розклад руху призначених поїздів» на офіційному вебсайті «Укрзалізниці».
На маршруті руху поїзд здійснює три тривалі технічні зупинки на станціях:
- Волноваха — зміна напрямку руху та електровозу на тепловоз;
- Федорівка — зміна напрямку руху та тепловозу на електровоз, посадка/висадка пасажирів при прямуванні у напрямку Маріуполя не здійснюється через особливості колійного розвитку станції;
- П'ятихатки-Стикова — зміна електровозів різних родів струмів.

Зміна локомотивних бригад також здійснюється на станціях:
- Дніпро-Головний
- Імені Тараса Шевченка.

## Схема поїзда
Задіяно 4 склади поїзда формуванням ПКВЧД-2 станції Маріуполь — фірмові 1-го і 2-го класу та 2 нефірмових, які у спільному обігу з нічним швидким поїздом № 125/126 сполученням Костянтинівка — Київ
Поїзду встановлена схема зазвичай з 17 вагонів різних класів комфортності:
- 10 плацкартних (№ 1—10)[10];
- 6 купейних (№ 11, 13—17)[11];
- 1 вагон класу «Люкс» (№ 12)[12].

Нумерація вагонів від Маріуполя з голови, з Києва — зі східної сторони вокзалу.
Вагони безпересадкового сполучення
До 8 грудня 2018 року в складі поїзда щоденно курсували вагони безпересадкового сполучення Маріуполь — Харків з регіональним поїздом «Промінь» № 796/795 сполученням Дніпро — Харків:
- 1 купейний (№ 22)
- 2 плацкартних (№ 23, 24).

Причіплення/розчеплення відбувалася на станції Дніпро-Головний. З 9 грудня 2018 року причіпна група вагонів курсує з нічним швидким поїздом № 70/69 сполученням Маріуполь — Львів.